# Vitalie Plămădeală
 Vitalie Plămădeală  (n. 21 ianuarie 1985) este un fotbalist moldovean care în prezent evoluează la clubul uzbec FK Buxoro.